# キャサリン・トラウ
キャサリン・ヘロールド・トラウ（1911年1月5日 - 2007年6月28日）は、アメリカインディアンの民族運動家、歴史家、芸術家、人権活動家。

## 来歴
1911年1月5日、ワシントン州イルワコで、白人の父ロイ・ヘロールドと、仏系カナダ人とチヌーク族の混血の母エルフレーダ・アデール・コルベールの間に、姉シャーロットとともに一卵性双生児として生まれた。母親はチヌーク族の有名なコムコムリー酋長の血筋だった。姉シャーロットの他に、ベティ＝トリック、ハーランド、バーナード、デビッドの4人の兄弟姉妹がいた。
父親のロイはアイオワから移住してきて、イルワコでカキ漁をしていた。キャサリンはイルワコ高等学校を卒業してから、双子の姉シャーロットとともにオレゴン州ポートランドに移り、聖ビンセント看護婦学校に通った。1933年頃に二人でポートランドの聖ビンセント病院の看護婦を務めた。その後、同病院とシアトル市健康管理部で看護婦職を続けながらワシントン大学に通い、公衆衛生学の学位を授与された。その後、ワシントン州ベリアンで骨董店を開いた。
彼女の母体部族であるチヌーク族は、アメリカ連邦政府から連邦認定を取り消された「絶滅部族」だった。チヌーク族は現在も「インディアン部族」としては、連邦認定を取り消されたままである。つまり、チヌーク族には部族領土（保留地）がない。
1952年、チヌーク族は「部族会議」を開設し、連邦政府に再認定を働き掛け始めた。娘のシャーロットによれば、キャサリンは、この部族会議に加わるただ一人の女性だった。キャサリンは部族会議の会報を自ら執筆し、月1～2回のペースで約100人のチヌーク族同胞に配布し始めた。

### 「アメリカインディアン女性奉仕連盟」の設立
1950年代初頭から、合衆国政府はインディアン諸部族の解消方針を強め、約10年間で100を超えるインディアン部族が連邦認定を取り消され、「絶滅」したことにされていった。なかでも1956年に施行された「インディアン移住法」は、保留地から都市部へインディアンを放逐させるものであり、この法によって多くのインディアン部族はその共同体を破壊された。内務省BIA（インディアン管理局）とインディアン健康サービス局は、保留地のインディアンたちに都市部での仕事を斡旋し、インディアンたちに「もう保留地には戻らない」と一筆書かせた。
故郷を失い、土地部に移り住んだ「アーバン・インディアン」（都市のインディアン）たちが増加するにつれ、多くの保留地が限界集落化した。このようなインディアン部族に対し、合衆国は連邦条約で保証した権利一切を剥奪して、領土である保留地の保留を解消し、これを没収した。1950年の時点で、シアトル市に流入した「アーバン・インディアン」の人口は700人に達し、多くのインディアンたちが極貧のなか、路頭に迷っていた。
1958年、キャサリンやパール・ウォーレン（マカー族）ら、7人のインディアン女性が、「子供に影響するもの、健康、住宅など、女性にとって重要な活動に対処すること」を方針に挙げ、シアトル市にインディアン互助団体「アメリカインディアン女性奉仕連盟」（American Indian Women's Service League＝AIWSL）を設立した。それまで、シアトルにはインディアンの互助団体は無く、キリスト教会だとか市民団体など、白人の団体のボランティアの要請で、中流家庭のインディアンの女性が支援を行っていた。「ALWSL」は、インディアンの互助団体としてはシアトルで初の組織だった。
この団体の中心人物のパールは、「インディアン達が会合するための親しみやすい場所であること」、「都市生活をよく知らないインディアンへの援助」、「教育的、医学的な問題に対する、適切な助言」、「最重要事としての、インディアン文化の維持」の4つの目標を掲げた「ホスピタリティー・センター」の設立を構想した。キャサリンらは全米の同種団体に手紙を送り、月刊紙「インディアン・センター・ニュース」を発行開始。1960年までに、下町の小さなビルに「シアトル・インディアン・センター」を開くだけの資金を調達した。

### 「シアトル・インディアン・センター」の設立
こうして設立された「シアトル・インディアン・センター」は、その後拡大し続け、保留地を失ったインディアンたちが母族文化を表現し、自己向上する拠り所となった。シアトルに流れ込む多くのインディアンが、真っ先に訪れるのがこの「シアトル・インディアン・センター」だった。キャサリンら「AIWSL」のメンバーは、しばしばバス停で彼らの到着を歓迎した。
現在「シアトル・インディアン・センター」の所長を務めるカミーユ・モンソンはこう語っている。
「この団体における彼女の貢献は計り知れません。キャサリン・トラウと、彼女と共に中核をなした女性たちがいなければ、私たちは今日ここにいないでしょう。彼女たちは妨害を受けませんでした。あなたは、至る所で彼女らの働きの成果を目にすることができるでしょう。」
1961年、キャサリンら「AIWSL」はインディアン文化をインディアン以外の民族にも知らしめ交歓する目的で、全米のインディアン部族の文化行事を集めた大集会を開催し、これは毎年1000人以上の観衆を集める人気行事となり、団体に新たな組織作りの運営資金をもたらした。キャサリンら「AIWSL」は、続いて「シアトル・インディアン健康委員会」、「シアトル･インディアン教育委員会」を設立した。これは生き場所のないインディアンの抱えるアルコール中毒と周辺疾病、未就学児童の問題を受けたもので、センターに医師や教師のボランティアを招き、ここを医療と学習の拠点としたものである。
キャサリンはインディアンの権利についての活動の中で、しばしば州知事や上院議員と渡り合った。カミーユ・モンソンはキャサリンについてこう述べている。「彼女の声はとても力強く、そして彼女は本当に燃えるような女性だったんです。」
1960年代に入って、ワシントン州は「魚や動物を保護する」として「釣りと狩猟法」を制定。同州で鮭漁を生業とする多数のインディアン部族から漁業権を奪った。、ピュヤラップ族のボブ・サタイアクム、ニスクォーリー族のビリー・フランクJr、チュラリップ族のジャネット・マクラウドらは、運動団体「アメリカインディアンの生き残りのための協会」（Survival of American Indians Association）を結成し、州政府と合衆国に対し、漁猟権と生存権を確約したインディアン条約を再確認するための抗議行動を開始。ワシントン州は反「釣りと狩猟法」を掲げるインディアンと州との一大闘争の場となった。
1964年3月、ワシントン州で、インディアンたちが漁業権確認を巡る最大の抗議行動「フィッシュ＝イン」を一斉決行する。キャサリンら「AIWSL」もこの問題に取り組み、抗議行動を支援している。
1970年、「シアトル・インディアン・センター」のボランティアだったバーニー・ホワイトベアーを始めとするインディアン抗議団が、ここをインディアン文化の拠点とするとして、シアトル南部の廃棄された米軍基地を占拠。キャサリンらはこの占拠団に食料や医療の支援を行い、結果、この土地はインディアンに返還され、「全部族インディアン連合財団」（UIATF）が発足することとなった。
この年、ワシントン州オーシャンパークのコテージ「ジョージ・ジョンソン・ハウス」を購入。観光ホテルとして開業する。キャサリンは姉シャーロットとともに、チヌーク族の伝統復興に注力し、伝統的な毛布や工芸品などの実演を行い、「AIWSL」を通してチヌーク族の歴史と文化に関する多数の書を著し、また各地で講演を行った。
キャサリンは人々に送った手紙の文末に必ず、「1865年に、キノールト保留地で割り当てを受けたチヌーク族のメンバー」と書き添えていた。チヌーク族は条約を一方的に破棄したアメリカ連邦政府によって、ワシントン州の保留地を没収された。チヌーク族は本来、連邦条約によって323,800㎡の保留地を「キノールト保留地」のなかに割り当てられていたのである。生涯をかけて、キャサリンはワシントン州の「絶滅部族」であるチヌーク族の連邦再認定要求に関わり続けた。また、同じ「絶滅部族」のドゥワミッシュ族とも連携し、その活動を支援した。
2003年6月、西マージナルウェイに土地を購入したドゥワミッシュ族が、伝統会議場である杉の「ロングハウス」と「ドゥワミッシュ族部族センター」の開設式を行う。キャサリンもこの記念祝典に招かれ、祝辞を述べた。
同年11月、腎臓の感染症でビター湖畔のフォス・老人ホームの医療センターに入院。ここで同室になった白人女性メアリー・ウッドラフは、キャサリンの祖先であるチヌーク族と関係のあった、「ルイス・クラーク探検隊」の隊員の子孫だった。この日はまた、同探検隊が西海岸に到達した200周年に当たる日の前日だった。二人は1世紀を超えてのこの邂逅の偶然に驚き合い、以後、互いの家族ぐるみでの交流となった。退院の前日、キャサリンはメアリーのために二人だけのチヌーク族の伝統的な祝祭を催し、彼女にチヌーク伝統の鮭の紋様の入った毛布を贈った。キャサリンはこう語っている。「これがどういうことなのかはわからないけれど、私たちのその部屋で、何かしらのことが進みつつあるように思えます。私たちをここで会わせた何かがです。」
2007年6月28日、ベリアンの自宅で死去。96歳だった。最晩年まで、「シアトル・インディアン・センター」の運営委員会に関わり、助言し続けていた。
夫ニール・トラウ（1913年 – 1981年）との間にアーノルドとシャーロット＝キリアンの一男一女をもうけており、彼女の遺志は、双子の姉のシャーロット（2010年12月10日死去）と、二人の子供が引き継いだ。姉シャーロットも歴史家で、チヌーク族の文化再興運動家だった。